# Битва при Вероне (312)
Битва при Вероне  — сражение между римскими императорами Константином и Максенцием (имевшим официальный титул августа), произошедшее в 312 году. Сражение было выиграно Константином, командовавший войсками Максенция Руриций Помпеян был убит. Военные действия в Италии окончились битвой у Мульвийского моста неподалёку от Рима.

## Предыстория
В 286 году император Диоклетиан создал режим тетрархии, при которой государством управляют два августа, через 20 лет отрекающиеся от престола в пользу выбранных ими цезарей. 1 мая 305 г. он и Максимиан сложили с себя власть, однако к 308 году в империи было уже три «законных» августа — Галерий, Константин, Лициний (контролировал Иллирик) и один цезарь — Максимин II Даза, а также провозглашённый императором в Риме Максенций и узурпатор в Африке Домиций Александр.
В 312 году Максенций разбил Луция Домиция, после чего объединил силы с Максимином II Дазой против Лициния и Константина (Галерий умер в 311 году). Константин начал заранее готовиться к военным действиям, набирая в свои войска варваров, поводом для начала войны стала делегации сенаторов, просивших покарать Максенция, чей военачальник совершил насилие над дочерью купца.
Пока Максенций находился в Риме с армией в 100 тыс. солдат, Константин выдвинулся из подконтрольной ему части Римской империи (Галлия и Британия), перешёл Альпы с 40 тыс. ветеранов и вступил в Италию через перевал Мон-Сенис. Встретив сопротивление у города Сегузий (нынешняя Суза), Константин приказал поджечь ворота и штурмовать стены. Город был быстро захвачен и сохранён от грабежей, после чего Константин направился в северную Италию. В битве при Турине имевшие численное превосходство войска Максенция были разбиты, после чего большая часть региона, включая Милан, перешла под власть Константина. После этого он атаковал кавалерийский лагерь у Брешии.

## Битва

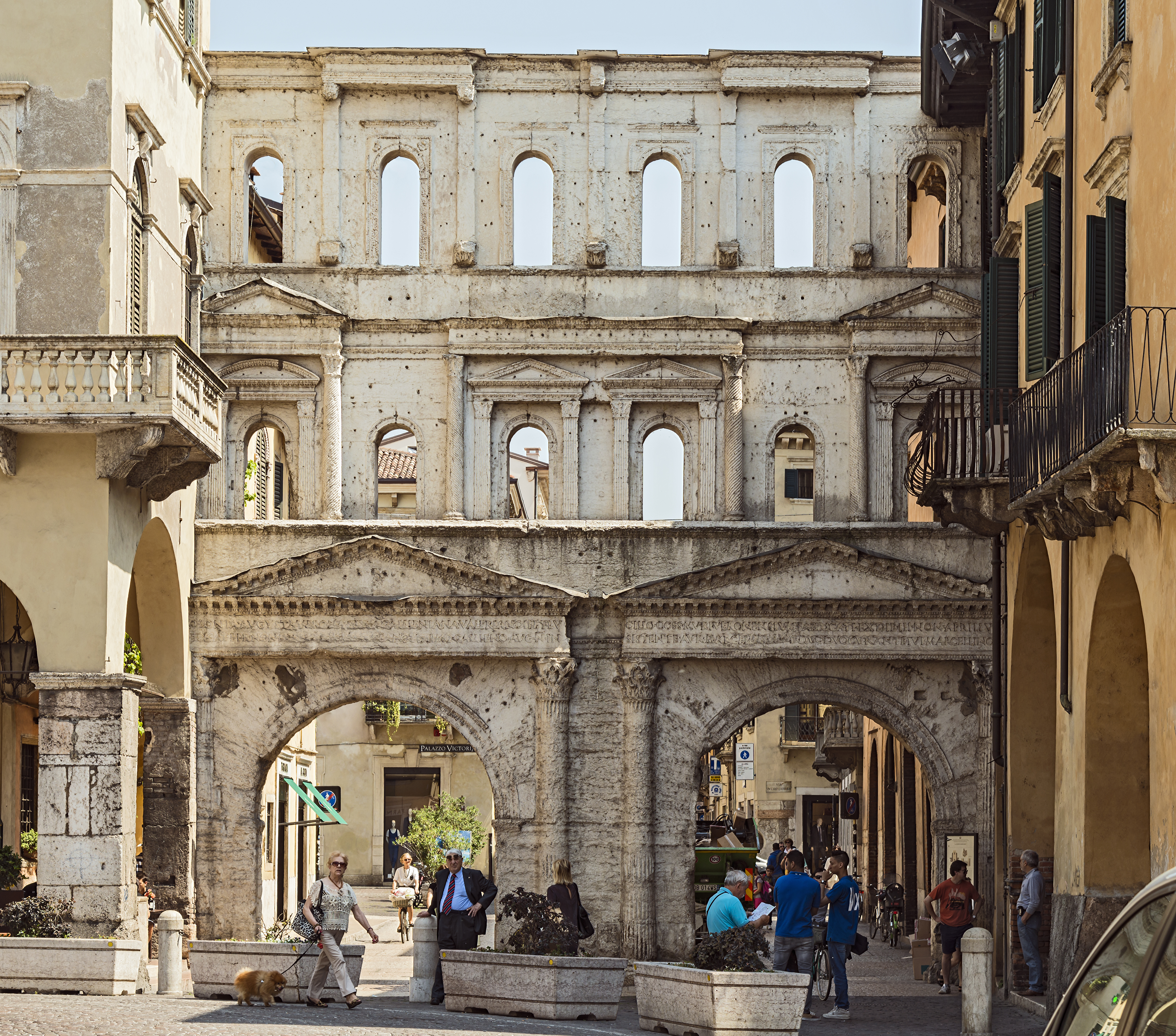
Порта Борсари, хорошо укреплённые ворота крепости Верона древнеримских времён

После перехода Милана на сторону Константина, город Верона стал главным опорным пунктом Максенция на севере Италии. Место было хорошо защищено как фортификациями, так и рекой Адидже. Префект претория и командир кавалерии и пехоты Максенция Руриций Помпеян собрал здесь многочисленное войско из имевшихся в регионе Венето сил. Константин решил начать осаду города, однако полководец Максенция вывел свои силы для сражения, в котором потерпел поражение и ушёл внутрь городских стен. После этого осада была продолжена.
Рурицию удалось покинуть город и вернуться с востока с подкреплениями, заставив противника воевать на два фронта. Оставив часть армии для сдерживания гарнизона, Константин с остатком войска лично атаковал прибывшие войска. В ходе битвы Помпеян был убит, а его войско — быстро разгромлено. Случившееся негативно повлияло на боевой дух отрядов в Вероне, которые вскоре капитулировали.

## Последствия
Со сдачей Вероны сопротивление войскам Константина в Северной Италии прекратилось. Выступление в его поддержку городов Этрурия и Умбрия позволили ему выдвигаться прямо на Рим. В битве у Мульвийского моста войска Максенция были разбиты, а сам он убит. После этого Константин стал править западной частью Римской империи.
Эпизоды сражения (в частности - участие в нём корнутов) изображены на арке Константина.